# Selaginella steyermarkii
Selaginella steyermarkii är en mosslummerväxtart som beskrevs av Arthur Hugh Garfit Alston. Selaginella steyermarkii ingår i släktet mosslumrar, och familjen mosslummerväxter. Inga underarter finns listade i Catalogue of Life.